# ألوان مستحيلة

قيم العين البشرية من الأحمر إلى الأخضر والأزرق إلى الأصفر لكل لون مرئي بطول موجة واحدة

يتم تعريف الإحساس بالألوان البشرية من خلال منحنيات الحساسية (الموضحة هنا طبيعيا) للأنواع الثلاثة من الخلايا المخروطية: الأنواع قصيرة ومتوسطة وطويلة الموجة على التوالي.

الألوان المستحيلة هي الألوان التي لا تظهر في الأداء البصري العادي. تقترح نظريات الألوان المختلفة ألوانًا افتراضية مختلفة لا يستطيع البشر رؤيتها لسبب أو لآخر، ويتم إنشاء الألوان المركبة بشكل روتيني في الثقافة الشعبية. في حين أن بعض هذه الألوان ليس لها أساس في الواقع، فإن ظواهر مثل إجهاد الخلية المخروطية تمكن الألوان من أن يتم إدراكها في ظروف معينة ولا يمكن إدراكها في الظروف العادية.

## عملية الخصم
إن عملية خصم اللون هي نظرية اللون التي تنص على أن النظام البصري البشري يفسر المعلومات حول اللون من خلال معالجة الإشارات من الخلايا المخروطية وخلية القضيب بطريقة معاكسة. تتداخل الأنواع الثلاثة من الخلايا المخروطية في الأطوال الموجية للضوء التي تستجيب لها، لذلك يكون من الأكثر كفاءة للنظام البصري تسجيل الاختلافات بين استجابات المخاريط، بدلاً من كل نوع من الاستجابة الفردية للمخروط على حدة. تقترح نظرية لون الخصم أن هناك ثلاث قنوات للخصم:
- الأحمر مقابل الأخضر.
- الأزرق مقابل الأصفر.
- الأسود مقابل الأبيض (هذا يكشف التباين أو الإضاءة الداكنة الفاتحة).

تكون الردود على لون واحد لقناة الخصم معاكسة للون الآخر، ويمكن أن تحتوي الإشارات الصادرة من مكان على شبكية العين على أحدهماأو الآخر ولكن ليس كلاهما.

## ألوان خيالية
اللون التخيلي هو نقطة في فضاء لوني يتوافق مع مجموعات من استجابات الخلايا المخروطية في عين واحدة والتي لا يمكن أن تنتجها العين في الظروف العادية التي ترى أي طيف ضوئي محتمل. لا يمكن أن يكون لأي كائن مادي لون تخيلي.
يتداخل منحنى الحساسية الطيفية للخلايا المخروطية ذات الطول الموجي المتوسط ("M") مع الخلايا المخروطية ذات الطول الموجي القصير ("S") والخلايا المخروطية ذات الطول الموجي الطويل ("L"). يتفاعل الضوء من أي طول موجي يتفاعل مع أقماع M أيضًا مع الأقماع S أو L أو كليهما إلى حد ما. لذلك، لا يثير أي طول موجي (ربما باستثناء القليل من اللون الأحمر البعيد) ولا توزيع طاقة طيفية نوعًا واحدًا فقط من المخروط.

من خلال التحديق في "نموذج التعب" لمدة 20-60 ثانية ، ثم التبديل إلى هدف محايد، من الممكن مشاهدة ألوان "مستحيلة".

## روابط خارجية
- Bradbury، Aaron (1 مارس 2014). "Hyperbolic Orange and the River to Hell". مؤرشف من الأصل في 2024-06-16. It is possible however to see colours that aren't in reality. Impossible colours...